# Штифенхофен
Штифенхофен (њем. Stiefenhofen) општина је у њемачкој савезној држави Баварска. Једно је од 19 општинских средишта округа Линдау (Бодензе). Према процјени из 2010. у општини је живјело 1.761 становника. Посједује регионалну шифру (AGS) 9776127.

## Географски и демографски подаци
Штифенхофен се налази у савезној држави Баварска у округу Линдау (Бодензе). Општина се налази на надморској висини од 805 метара. Површина општине износи 29,0 km². У самом мјесту је, према процјени из 2010. године, живјело 1.761 становника. Просјечна густина становништва износи 61 становника/km².

## Међународна сарадња
| Мјесто | Држава    | Врста сарадње | Од    |
| ------ | --------- | ------------- | ----- |
|        | Француска | партнерство   | 1976. |
|        | Француска | партнерство   | 1989. |
| Извор  |           |               |       |